# 飯島彌十郎
飯島 彌十郎（いいじま やじゅうろう、前名・賢一、1882年〈明治15年〉4月27日 - 1939年〈昭和14年〉1月24日）は、日本の醤油醸造家、政治家（東京府北豊島郡上板橋村長、東京府会議員）、地主、豊島病院管理者、実業家。

## 経歴
先代彌十郎の三男。「栗原屋」と称し、醤油醸造業を営んだ。
また浅草土地興行取締役、三東鉱業監査役、東京府北豊島郡郡会議員、同郡農会幹事、同郡教育会幹事、上板橋村長、同村会議員、同村青年団団長、同村安養院信徒総代、同村土木衛生学務各委員長、同村消防組頭、同村農会長などをつとめた。
1930年7月、板橋町長花井源兵衛の後を襲い豊島病院組合の管理者に当選した。

## 人物
住所は上板橋。宗教は真言宗。趣味は謡曲、将棋、囲碁。

## 家族・親族
飯島家
飯島家は代々醤油醸造に従事し、当主まで3代である。
- 父・彌十郎[8][9]（栗原屋、醤油醸造[10]） - 戸長及び第1代村長をつとめた[7]。
- 妻・すず子[7]
- 二男・寿雄（壽雄[1][11]、1912年 - ?） - 城北電業社代表で、住所は上板橋1丁目[12]。
- 長女[1]
- 二女[1]

親戚
- 鈴木義顕（東京市会議員、下赤塚の地主） - 鈴木の母・せきが飯島彌十郎の二女[13]。